# Suhindol (huyện)
Suhindol là một huyện thuộc tỉnh Veliko Tarnovo, Bungaria. Dân số thời điểm năm 2001 là 3630 người.